# Карадагский ковёр
Карадагский ковёр — тип ковров ручной работы, изготавливаемый в регионе Арасбаран (Карадаг), расположенном в иранском историко-культурном регионе Азербайджан. Основным центром производства ковров является деревня Караджа, расположенная к югу от границы с Азербайджаном и к северо-востоку от Тебриза. Появившись изначально в центральном Арасбаране, изготовление подобных ковров также было распространено в деревне Балан, где орнамент ковров имел свои особенности.
Внешне карадагские ковры похожи на карабахские, но считаются более «персидскими» по своему внешнему виду; также имеется сходство с коврами, которые ткут на Северном Кавказе. Наиболее традиционным рисунком такого ковра являются три фигуры: в центре — с замкообразным контуром, выше и ниже неё — восьмиконечные звёзды. Карадагские ковры ткутся всегда только из шерсти, методом симметричной вязки узлов.